# Johanna Maier
Johanna Maier (* 23. August 1951 in Radstadt, Land Salzburg) ist eine österreichische Köchin. Sie ist die bislang einzige Köchin, die vom Restaurantführer Gault-Millau mit Vier Hauben sowie vom Guide Michelin mit zwei Sternen ausgezeichnet wurde.

## Werdegang
Johannas Vater war Maurer, ihre Mutter betrieb eine kleine Wäscherei. Johanna absolvierte im Sporthotel ihrer Heimatgemeinde Radstadt eine Koch- und Kellnerlehre. Bei einem Lehrlingswettbewerb in Salzburg lernte sie 1968 ihren späteren Ehemann, den Präsenzdiener Dietmar Maier aus Filzmoos kennen. Johanna und Dietmar Maier gingen im Jahr 1969 zusammen nach Paris. Johanna arbeitete zunächst als Aupair, Dietmar als Praktikant in einem Restaurant. 
1971 kehrten beide nach Österreich zurück. Das erste Kind (Simone) wurde geboren, Johanna und Dietmar Maier heirateten standesamtlich und nach der Geburt des zweiten Kindes (Tobias) 1973 kirchlich. Sie zogen in den von Dietmars Eltern betriebenen Gasthof Hubertus in Filzmoos. Dietmar und seine Mutter führten die Küche, Johanna kümmerte sich um den Service und die Gästezimmer. 1983 kam ihr drittes Kind Didi Maier zur Welt. 
Als 1984 Johannas Schwiegermutter starb, übernahm Johanna die Küche. Nach ihrer ersten Saison feierte das Paar mit einem Essen bei den Brüdern Obauer in Werfen; dies wurde für Johanna Maier zum Schlüsselerlebnis. Sie besuchte 1984 ein mehrtägiges Kochseminar bei Dieter Müller in Bischofshofen, assistierte bei Hans Haas in München, André Jaeger in Schaffhausen sowie Jean-Georges Vongerichten in New York. 1987, im Jahr der Geburt ihres vierten Kindes, wurde ihr von Gault-Millau die erste Haube verliehen.
Das Hotel wurde auf Das Maier umbenannt. 2020 schloss sie Hotel und Restaurant.

### Auszeichnungen
- 1987: Eine Haube im Gault Millau
- 1989: Trophée Gourmet des Gourmetmagazins A la Carte[2]
- 1993: Zwei Hauben im Gault Millau
- 1996: Koch des Jahres im Gault Millau
- 1998: Drei Hauben im Gault Millau
- 2001: Vier Hauben im Gault Millau
- 2005: Zwei Sterne im Guide Michelin[3]
- 2010: Großes Verdienstzeichen des Landes Salzburg[4]
- 2013: Drei Hauben im Gault Millau[5]
- 2021: Lebenswerk von Gault Millau Österreich für Johanna und Dietmar Maier[6]

## Publikationen
- Johanna Maier. Kochbuch, 2003, ISBN 3899102088.
- Meine Kochschule. Kochbuch, 2005, ISBN 3899102746.
- Himmlisch gut! Kochbuch, 2009, ISBN 3899104358.